# Oxera
Genre
Classification phylogénétique
Oxera est un genre de plantes à fleurs de la famille des Verbenaceae, ou des Lamiaceae selon la classification phylogénétique. Il est presque limité à la Nouvelle-Calédonie, puisque sur la vingtaine d’espèce du genre, seule une ne pousse pas en Nouvelle-Calédonie mais au Vanuatu.

## Quelques espèces
- Oxera baladica
- Oxera balansae
- Oxera brevicalyx
- Oxera coriacea
- Oxera coronata
- Oxera crassifolia
- Oxera glandulosa
- Oxera gmelinoides
- Oxera microcalyx
- Oxera morierei
- Oxera neriifolia (Montrouz.) Beauvis.
- Oxera oreophila
- Oxera palmatinervia
- Oxera pulchella Labill.
- Oxera robusta
- Oxera rugosa
- Oxera sessilifolia
- Oxera subverticillata
- Oxera sulfurea
- Oxera vanuatuensis